# ジトーミル空港攻撃

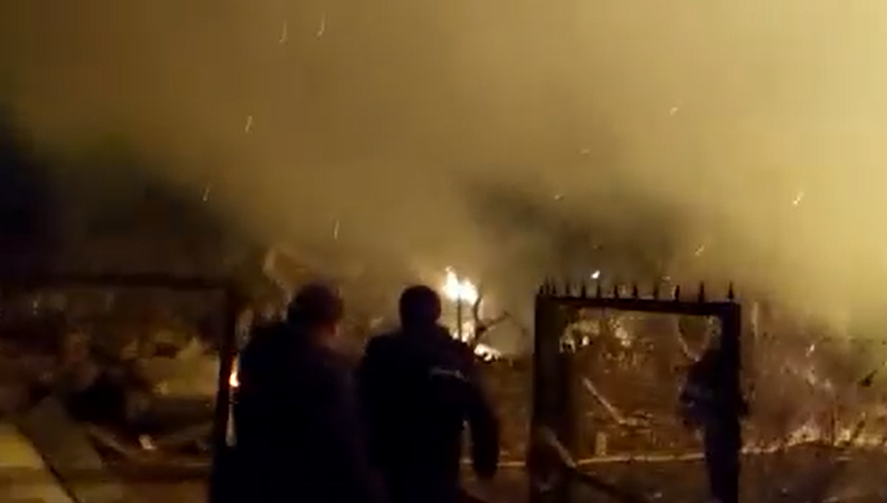
攻撃されたジトーミル空港、2022年2月27日

ジトーミル空港への攻撃（ジトーミルくうこうへのこうげき）は、2022年2月27日に行われたジトーミル国際空港への攻撃。2022年のロシアのウクライナ侵攻中に、首都キエフから約150キロメートル (93 mi)離れたウクライナ共和国ジトーミル州ジトーミルの民間用空港を、ロシア軍がベラルーシから9K720（イスカンデル短距離弾道ミサイル）を使用して攻撃したとされている。